# Виолета Петроска-Бешка
Виолета Радомирова Петроска-Бешка (на македонска литературна норма: Виолета Радомирова Петроска-Бешка) е северномакедонска психоложка.

## Биография
Родена е на 3 ноември 1956 година в Скопие. В 1979 година завършва психология във Философския факултет на Скопския университет, след което в 1982 година получава магистърска степен в Колумбийския университет в Ню Йорк и в 1989 година защитава докторат във Философския факултет в Белградския университет. Започва работа във Философския факултет в Скопие в 1980 година и от 1999 година е редовен професор. В 1994 година прави специализация в Колумбийския университет в Ню Йорк и нейният научен и професионален ангажимент се разширява до областта на разрешаването на конфликти и междуетническото разбиране. Тя е съдиректор на Центъра за права на човека и разрешаване на конфликти в Института за социологически и политико-правни изследвания (от 2001 г.). От 2019 година е главна редакторка на списанието „Психология - наука и практика“, издание на Института по психология на Философския факултет в Скопие. Публикувала е голям брой творби, учебници и ръководства.